# Entiat (Washington)
Entiat je grad u američkoj saveznoj državi Washington. Prema popisu stanovništva iz 2010. u njemu je živjelo 1.112 stanovnika.